# Volt Europa
Volt Europa (abreviat Volt) este o mișcare politică europeană, care servește, de asemenea, drept o structură paneuropeană  pentru partidele naționale afiliate în statele membre ale Uniunii Europene. Volt este un partid care dorește federalizare uniunii și care candidează pe baza unui manifest comun la nivel european, referitor la teme precum încălzirea globală, terorismul,  migrația, inegalitatea economică sau impactul tehnologiei asupra pieții muncii.
La alegerile europarlamentare din 2019, Volt a candidat în 8 state membre, dintre care a reușit să obțină un mandat de eurodeputat în Germania.

## Ideologii
Volt a auto-definit în 2018 „Provocările fundamentale 5 + 1”:
1. Stat inteligent - digitalizarea serviciilor publice
2. Renașterea economică - un amestec de modele economice circulare, verzi și albastre
3. Egalitatea socială - drepturile omului, egalitatea de șanse și de gen și toleranța diferențelor culturale
4. Balanța globală - Uniunea Europeană ca mare putere, precum SUA sau China
5. Împuternicerea cetățenilor - o mai mare subsidiaritate cu responsabilitate socială și democrație participativă
6. +1 Reforma europeană - o Federație a statelor UE, dar responsabilități mai mari pentru regiunile și orașele sale

Din punct de vedere economic, Volt Europa sprijină digitalizarea, investițiile în economia verde și albastră, lupta împotriva sărăciei și inegalităților (de asemenea, prin stabilirea unui salariu minim european), un sistem fiscal european mai unificat și parteneriatele public-private pentru a relansa creșterea economică reduce șomajul; susține, de asemenea, investiții solide în politicile de asistență socială, în special legate de educație și asistență medicală. Pe plan social, Volt susține drepturile anti-sexism, anti-rasism și LGBT+. Instituțional, susține vaste reforme ale Uniunii Europene: o gestionare comună a fenomenelor migratorii, o armată europeană și eurobonduri.  Volt spune că, pe termen lung, relația dintre UE și NATO trebuie revizuită.
În rapoartele mass-media, organizația este descrisă ca având ca scop promovarea democrației la nivelul Uniunii Europene. Aceasta subliniază importanța unei voci europene unite care se face auită în lume. De asemenea, susține ideea unei Federații Europene cu un Parlament European puternic, în care cetățenii să devină chiar centrul democrației europene.
Volt se deosebește de alte mișcări pro-europene, cum ar fi Pulse of Europe sau Federaliștii Europeni, deoarece își propune să participe la alegerile europene, locale și naționale prin organizațiile sale subsidiare din statele membre ale UE. Primul său obiectiv major a fost alegerile pentru Parlamentul European din mai 2019, unde a obținut primul său mandat de eurodeputat - Damian Boeselager.

## Filiale naționale
Volt cuprinde o rețea de filiale națioanle în toate cele 27 state membre ale Uniunii Europene și înca 2 filiale în Regatul Unit și Elveția.  
Filialele naționale care au reușit să înregistreze partide sunt: 
1. Austria
2. Belgia
3. Bulgaria
4. Cehia
5. Danemarca
6. Elveția
7. Franța
8. Germania
9. Irlanda
10. Italia
11. Luxembourg
12. Malta
13. Marea Britanie
14. Olanda
15. Portugalia
16. România
17. Spania
18. Suedia

Dintre acestea, mai mulți candidați ai partidului au obținut funcții de consilieri locali: 7 în Italia, 27 în Germania și 3 în Bulgaria. 
Volt Germania a fost prima filială înființată și este, de asemenea, cea mai performantă filială. În capitala Bavariei, München, partidul a reușit chiar să formeze o coaliție de guverne împreună cu Verzii și Partidul Social Democrat (SPD) începând cu 2020. În fapt, începând cu anul 2020, Volt și-a propus să participe în alegerile tuturor statelor membre.
În luna martie a anului 2021, Volt a participat în primele sale alegeri naționale - alegerile parlamentare din Țările de Jos. Volt Olanda a câștigat 3 mandate de deputat, obținând cele mai multe mandate dintre partidele nou înființate și a avut rezultate remarcabile de peste 6% în marile orașe universitare, precum Amsterdam, Rotterdam, Groningen, Utrecht sau Leiden.
O lună mai târziu, Volt Bulgaria a participat, de asemenea, în alegeri parlamentare. Coaliția din care a făcut parte - În picioare! Mafia afară! - a obținut 4,65% din voturi, adică 14 din cele 240 de mandate de parlamentar.
Volt România a fost fondat oficial în data de 19 februarie 2021, prin decizia definitivă a Curții de Apel București.